# ラッカ県
ラッカ県（ラッカけん、アッ・ラッカ県、Ar Raqqah Governorate, アラビア語: مُحافظة الرقة）は、シリアの14ある県の一つ。面積は19,616平方km、人口は940,000人（2021年推計）。県都はラッカ（アッ・ラッカ）。

## 地理
シリア北部に位置し、東はハサカ県とデリゾール県に、北はトルコ国境に、西はアレッポ県・ハマー県に、南はホムス県に接する。
乾燥した土地が多いが、県内をユーフラテス川が貫き、北からバリフ川が合流する。川沿いは肥沃な農地となっており綿花などが栽培され、農業と牧畜がおもな産業である。

## 歴史
新石器時代のテル・アブ・フレイラ遺跡などのほかにも、青銅器時代、ローマ帝国時代の遺跡が多数ある。
ラッカはかつてアッバース朝の都にもなった街である。
2014年8月24日、過激派組織ISILは、ラッカ県にあるシリア政府軍の空軍基地を制圧、ラッカ県のほぼ全てを手中に収めた。
2017年6月、政府軍は県南部へ進軍しISILを放逐した（2017年南部ラッカ攻勢）。また同時期にアメリカ合衆国の支援を受ける反政府勢力のシリア民主軍がラッカを攻撃し、2017年10月に街を奪還した（ラッカの戦い）。2024年にアサド政権が崩壊する直前には、県の大部分をシリア民主軍が、県北部の国境地域をシリア国民軍が、県南部はシリア政府が実効支配していた。

## 行政区分

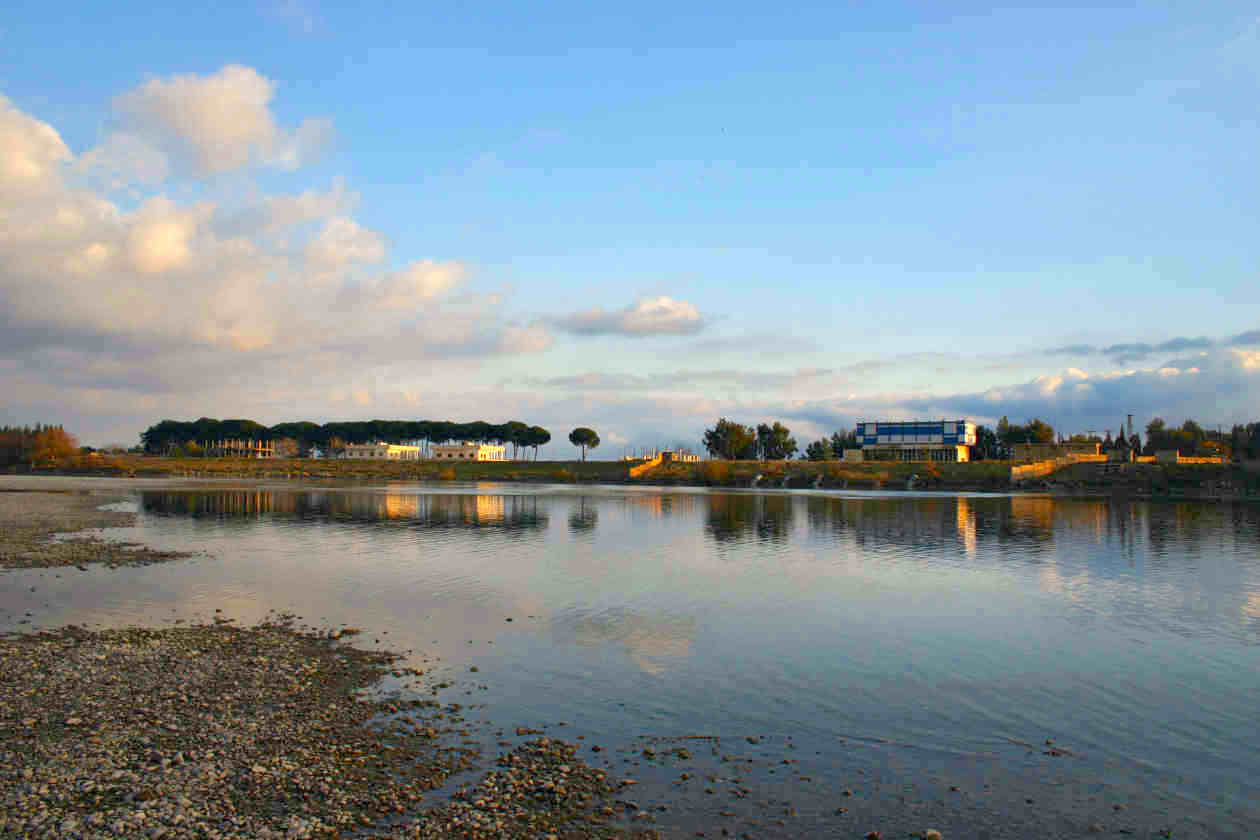
ラッカ近郊のユーフラテス川

ラッカ県には3郡が属する。

### 郡
1. タル・アブヤド郡（英語版）（Tal Abyad District） - タル・アブヤド
2. アッ＝サウラ郡（英語版）（Ath-Thawrah District） - アッ＝サウラ（英語版）
3. アッ・ラッカ郡（英語版）（Ar-Raqqah District） - ラッカ

## 住民

### 民族
人口の多くはアラブ人だが、トルコ国境付近にはクルド人も多い。